# فدراسیون انقلابی ارمنی در ایران
فدراسیون انقلابی ارمنی (ارمنی: Հայ Յեղափոխական Դաշնակցութիւն Hay Heghapokhagan Tashnagtsutiun)، سابقه طولانی در ایران دارد و اولین روزهای این حزب، از دهه ۱۸۹۰ آغاز می‌شود. این فدراسیون به عنوان یکی از پیشگامان در توسعه سیاست‌های نوین ایران بود؛ همچنین این سازمان نقش بسزا و سهم بزرگی در انقلاب مشروطه ایران داشت. اگرچه اهداف اصلی فدراسیون انقلابی ارمنی ایجاد یک کشور مستقل ارمنستان متشکل از قلمروهای اتحاد جماهیر شوروی سابق و مناطقی ترکیه بود، اما هرگز ادعا نکرد که بخشی از سرزمین ارمنستان تاریخی تحت حاکمیت ایران باقی مانده‌است. این فدراسیون تنها حزب ارمنی است که در ایران وجود داشت.

## تاریخچه
فعالیت‌های فدراسیون انقلابی ارمنی در ایران ریشه در زندگی پر جنب و جوش سیاسی ارمنستان در شمال غربی ایران، در منطقه تاریخی ایران در آذربایجان (همچنین به نام آذربایجان ایران) دارد. این منطقه از اسکان ارمنی بومی، قبل از نسل‌کشی ارامنه و همچنین سایر رویدادهای قرن بیستم (به عنوان مثال) غائله آذربایجان، انقلاب ایران)، جمعیت قابل توجهی از ارمنیان. به غیر از فدراسیون انقلابی ارمنی، حزب سوسیال دموکرات هنچاکیان نیز در آنجا فعال بود و اغلب با حزب (خیلی بزرگتر) حزب مخالف بود.
اندکی پس از تأسیس حزب در سال ۱۸۹۰، این سازمان از قبل اعزام نمایندگانی را جهت عضوگیری از اعضای ارمنی‌های مقیم ایران قاجاری آغاز کرد. به‌گفته دانشنامه ایرانیکا، نخستین رهبران فدراسیون انقلابی ارمنی در ایران، یونان داوتیان، ایشخان یووسیپی آروتسیان، نیکول دومان، نیکوغایوس تر-هوهنیسیان، استپان زوریان (نامزد guerre؛ Ṙostom)، سارگیس مهرابیان (nom de guerr ; Vartan) , Farhat (Sargis Ōhan-ǰanean) , Kars (Aanan) استپان استپانیان، Zakʿkʿi (Bagrat Vardapet Tʿawakʿalean) , Tsaghik (Satʿenik Matinean) , Yovsēpʿ Mirzayean , Vrtʿanēs Pʿapʿazean , Yarutʿiwn Martirosean , Arsēn Mikʿayēlean و یوهان خان بودند.
این سلزنان بیشترین حمایت خود را از ارامنه تبریز و به ویژه از منطقه لیلوا گرفت. فعالیتهای آن عمدتاً به منظور ایجاد درگاهی امن برای حمل سلاح و جنگنده از قفقاز به استانهای ارمنستان امپراتوری عثمانی بود. آنها از صومعه سنت تادئوس (واقع در نزدیکی ماکو؛ ارمنی: Մակու) و صومعه سنت استپانوس در رودخانه ارس به عنوان پایگاه عملیاتی آنها. هر دو صومعه نقش مهمی در قاچاق گسترده مبارزان، ادبیات و اسلحه به ارمنی‌ها در امپراتوری عثمانی توسط فدراسیون انقلابی ارمنی دارند. ارتش یخی حتی یک کارخانه اسلحه سازی در تبریز در اختیار داشت که در سال ۱۸۹۱ تأسیس شد. در همان زمان، ارتش ایالتی از شهرهای خزر، انزلی ، رشت و آستارا به عنوان مراکز مهم ارتباط حزب با شهر نزدیک باکو استفاده کرد، دومی که به عنوان پایگاه مهم این فدرسایون در منطقه نیز قلمداد می‌شد. این حزب سابقه طولانی در انتشار نشریات داشت. نخست، این هفته هفتگی آروات را در تبریز (۱۲–۱۹۰۹) و همچنین ماهنامه گارابار که بعداً به قره‌داغ تغییر یافت، و همچنین هفته‌نامه آیگ را منتشر می‌کرد آراوات به عنوان نشریه اصلی حزب. یک مجله هفتگی جوانان نیز توسط اعضای جوان فدراسیون انقلابی ارمنی تولید می‌شد که آرشالویس نام داشت.
تقریباً در همان زمان، جامعه ارامنه در تهران از نظر اندازه و اهمیت به سرعت رشد کرده بود، و به همین دلیل حزب عدالت و توسعه در سال ۱۹۱۱ کمیته مرکزی دیگری را در آنجا تأسیس کرد. پس از جنگ جهانی دوم، هنگامی که شوروی اشغال ایران را طولانی کرد که منجر به بحران ۱۹۴۶ شد، و همچنین از طریق مهاجرت گسترده به ارمنستان شوروی، کمیته مرکزی فدراسیون انقلابی ارمنی در تبریز به کمیته ای تنزل یافت.
گروه‌های چریکی فدراسیون انقلابی برای جنگ با عثمانیها از آذربایجان ایران از مرز عثمانی عبور کردند. سلطنت ایران چنین عملیات چریکی را مجاز دانست زیرا برای آنها نیز سودمند بود، زیرا باعث تضعیف اقتدار عثمانی بر قبایل کردی که در مناطق مرزی عثمانی و قاجار زندگی می‌کردند، می‌شد و گهگاه موضوعاتی را برای اقتدار مرکزی ایران ایجاد می‌کرد. دولت ایران که در آن زمان ضعیف بود، فقط تحت فشار دولت‌های روسیه یا عثمانی علیه فعالیت‌های این حزب عمل کرد. به عنوان مثال، طبقگفته دانشامه ایرانیکا، هیئت اعزامی خناسر، پس از اعزام خاناسور به استان وان در سال ۱۸۹۷، بسیاری از مبارزان و چریکهای ارتش این حزب دستگیر و ۹ نفر توسط دولت ایران اعدام شدند. عملیات حزب با ادامه فشار خارجی به‌طور موقت کند شد و در طی بحران اقتصادی سال ۱۹۰۱ توجه جامعه ارمنی به جاهای دیگر جلب شد. با این حال، در سالهای ۱۹۰۴–۱۹۰۶، ارتش مجدداً به قدرت قبلی خود رشد کرد. در آن زمان، انقلاب مشروطه ایران در حال شکل‌گیری بود. به عنوان مثالی که توسط دانشنامه ایرانیکا ذکر شده‌است. «در نتیجه کشتار ارمنی-تاتار ۱۹۰۵–۱۹۰۷، این ارتش بود که آماده دفاع از مردم ارمنی فارس در صورت گسترش درگیری‌ها از آن طرف مرز شد، که خوشبختانه این اتفاق نیفتاد».

## انقلاب مشروطه ایران
مهمترین ۴دراسیون انقلبی ایران در تاریخ ایران در جریان انقلاب مشروطه ایران اتفاق افتاد. اعضای این فدراسیون از سال ۱۹۰۶ به‌طور جداگانه با جناح مشروطه خواه درگیر بودند. تعهد بیشتر فدراسیون انقلابی به هدف مشروطه با تهاجم عثمانی به آذربایجان ایران و غارت بیش از حد روستاهای ارمنی در منطقه تقویت شد. در سال ۱۹۰۷، در جریان چهارمین کنگره عمومی، رای‌گیری توسط رهبران این نزب انجام شد تا در مورد مشارکت علنی و رسمی فدراسیون انقلابی ارمنی در انقلاب مشروطه بحث شود. با ۲۵ رأی موافق و ۱ رأی غیابی، حزب میانه روزی اکنون رسماً در این امر مشارکت داشته‌است. در سال ۱۹۰۸ و اوایل ۱۹۰۹، در میان انقلاب مشروطه ایران، گردان و مبارزان ارمنی تشکیل بخش مهمی از نیروهای انقلابی به رهبری ستارخان و باقرخان، و آنها یک نقش محوری در تلاش‌های مشروطه خواهان به دست آوردن کنترل بخش‌های مختلف از بازی آذربایجان ایرانی. فدایی نیکول دومان در دفاع از تبریز و در دفاع از قانون اساسی مشارکت داشت، تا دسامبر ۱۹۱۱، زمانی که نیروهای روسی آنها را کاملاً شکست دادند. در دوره بعد، پس از تسخیر موفقیت‌آمیز شهر توسط روس‌ها، بسیاری از مشروطه خواهان اعدام و دستگیر شدند که در نتیجه برخی از اعضای این حزب نیز شامل این افراد شدند.
یپرم خان، از سال ۱۸۹۶ عضو حزب فدراسیون انقلابی ارمنی در ایران، همچنین نقشی بی نظیر در تلاش‌های انقلابی ایفا کرد و در ایران به عنوان یک قهرمان ملی شناخته می‌شود.
در سال ۱۹۲۱، اقدامات ARF علیه شوروی سازی ارمنستان روسیه کاملاً خرد شد. در نتیجه، حدود ۱۰۰۰۰ رهبر حزب، مبارز، روشنفکر (و خانواده‌های آنها) از حزب ARF از مرزهای ایران عبور کردند تا در آنجا پناه بگیرند. نتیجه مستقیم حضور آنها این بود که ARF برتری خود را بر سایر احزاب ارمنی فعال در ایران و بنابراین بر کل جامعه ارامنه به‌طور کلی (که مرکز آن کلیسای رسولان ارمنستان بود) تضمین می‌کند.

## دوران پهلوی تا قرن بیست و یکم
ارگان فدراسیون انقلابی آرمین در ایران معمولاً از رژیم پهلوی (۱۳۵۷–۱۳۰۶) حمایت می‌کرد، که به نوبه خود از موضع ضد شوروی حزب و همچنین موضع عدم ادعا در مورد سرزمین ایران قدردانی می‌کرد. تنها مخالفت اصیل علیه رژیم پهلوی زمانی بود که رضا شاه اکثر مدارس اقلیت را تعطیل کرد (از جمله مدارس ارمنی). در طی اشغال ایران در جنگ جهانی دوم و در پی آن غائله آذربایجان، جامعه ارامنه ایران نمایندگان پارلمان را انتخاب کرد که به عنوان خصمانه با ارتش ارتش سوریه قلمداد می‌شدند، در حالی که در همان زمان شورویهای اشغالگر برخی از رهبران حزب اسلامی ایران را زندانی و تبعید کردند.
در طول انقلاب ۱۳۵۷جناح چپ ارمنستان در ایران بار دیگر شهرت یافت. اگرچه در ابتدا دولت جدید (که همه چپ گرایان را به عنوان یک خطر بالقوه برای عقاید خود می‌دید) بی‌اعتمادی بود، جمهوری اسلامی خیلی زود به این نتیجه رسید که حزب دفاع مقدس تهدیدی نبوده و علیه جمهوری اسلامی کار نمی‌کند. اگرچه در این دوره برخی از اعضای فدراسیون انقلابی دستگیر و مورد بازجویی قرار گرفتند، اما در نهایت روابط عادی شد. همان‌طور که دانشنامه ایرانیکا می‌افزاید؛ «امروز فدراسیون انقلابی ارمنی یکی از مهمترین احزاب سیاسی در میان دیاسپورای ارمنی است، تنها حزب ارمنی مجاز به وجود (به‌صورت غیررسمی) در ایران و یک نیروی پیشرو در مخالفت پارلمانی در جمهوری تازه تأسیس ارمنستان است».